# Siège de Jérusalem (37 av. J.-C.)
Pour les articles homonymes, voir Siège de Jérusalem.
Guerre romano-parthique de 40-33 av. J.-C.
Le siège de Jérusalem en 37 av. J.-C. est l'étape finale de la campagne d'Hérode avant de devenir roi de Judée avec l'assentiment du Sénat de la République romaine.
À la suite de la grande offensive parthe contre le Levant romain, Hyrcan II et Phasaël sont faits prisonniers tandis que Hérode parvient à s'enfuir et qu'Antigone II Mattathiah est soutenu par les Parthes. Publius Ventidius Bassus, un lieutenant de Marc Antoine, bat par trois fois les forces parthes et reprend la Syrie. Aidé par les forces de Caius Sosius, légat du maître de l'Orient romain, Hérode est en mesure de s'emparer de la cité de Jérusalem et de déposer Antigone.
Le siège apparaît dans les écrits de Flavius Josèphe et Dion Cassius.

## Contexte historique
En 63 av. J.-C., à la suite de sa victoire lors de la troisième guerre mithridatique, Pompée le Grand intervient dans la guerre civile en Judée entre les deux frères Hyrcan II et Aristobule II. Il s'empare de Jérusalem et nomme Hyrcan grand prêtre. Sous Hyrcan, le pouvoir réel est entre les mains d'Antipater l'Iduméen. En 57 av. J.-C., Aulus Gabinius rétablit à nouveau Hyrcan à la suite d'une révolte d'Aristobule ou de son fils. En 49 av. J.-C., Antipater incite Hyrcan à se ranger aux côtés de Jules César dans la guerre civile entre César et Pompée. Après sa victoire, César confère le titre d’ethnarque à Hyrcan et d’epitropos (ou procurateur) à Antipater. Quelques années plus tard, Antipater nomme ses fils Phasaël et Hérode gouverneurs militaires respectivement de Jérusalem et de Galilée. Après la guerre civile des Libérateurs, Hyrcan et Antipater deviennent clients de Marc Antoine, qui est dorénavant à la tête de l'Orient romain.
En 40 av. J.-C., Antigone II Mattathiah, fils d'Aristobule II, demande le soutien de l'armée parthe pour l'aider à reconquérir le trône de Judée lors de la grande offensive parthe de 40 av. J.-C.. Les Parthes envahissent la Syrie romaine et la Judée, capturent Hyrcan et Phasaël et installent Antigone à la tête de la Judée. Hyrcan est mutilé et Phasaël se suicide plutôt que de tomber entre les mains d'Antigone. Hérode et sa famille sont assiégés dans la forteresse de Massada, mais Hérode s'échappe à Pétra. Se rendant compte qu'il ne recevra pas d'aide des Nabatéens, Hérode prend le chemin de Rome. Soutenu par Marc Antoine, il est proclamé roi de Judée par le Sénat de la République romaine et retourne en Judée pour réclamer le trône,.
En 39 et 38 av. J.-C., le général romain Publius Ventidius Bassus écrase par trois fois les armées parthes,, envoyant des troupes sous le commandement de Poppaedius Silo pour attendre l'arrivée d'Hérode. Celui-ci débarque à Ptolemais (Acre) et commence sa campagne contre Antigone avec la conquête de la Galilée. Il marche le long de la côte vers Jaffa et porte secours à Massada, où sa famille est toujours enfermée. Il marche ensuite sur Jérusalem, dans l'espoir de s'emparer de la ville et de mettre rapidement fin à la guerre. Face à la corruption parmi les officiers romains, les mutineries des troupes romaines et la guérilla d'Antigone, Hérode est contraint d'abandonner son siège de Jérusalem. Il opère à la place en Judée, en Samarie et en Galilée, luttant aussi bien contre les insurgés et les bandits, tout en envoyant son frère Joseph pour traiter avec l'Idumée. Plus tard en 38 av. J.-C., renforcé par plusieurs légions romaines  et ayant combattu pendant deux ans, Hérode est dorénavant en mesure de pacifier la Galilée et de marcher vers Jérusalem. Antigone tente de faire face à Hérode dans une bataille rangée, mais il échoue. Hérode installe son camp près de la cité, et le début de l'hiver met fin aux opérations militaires pour l'année,.

## Les opérations de siège

Plan de Jérusalem vers 37 av. J.-C., montrant le premier mur, un tracé possible pour le deuxième mur et les murs modernes (en).

Hérode a établi son camp au nord du Temple, près d'un col permettant l’accès aux murs de la cité, le même lieu que celui choisi par Pompée vingt-six ans plus tôt. Selon Flavius Josèphe, Hérode a 30 000 hommes sous son commandement, et des estimations modernes divisent ce chiffre par deux. Il est renforcé par plusieurs légions romaines, 6 000 cavaliers et des auxiliaires syriens envoyés par Marc Antoine et menés par Caius Sosius,.
Avec l'arrivée du printemps, Hérode commence le siège avec vigueur. Ses ingénieurs suivent les pratiques romaines, élevant un mur de circonvallation et des tours de garde, coupant les arbres entourant la ville, et employant des engins de siège et de l'artillerie. Les assiégés souffrent d'un manque de provisions, aggravé par une famine provoquée par la chemitta, l'année sabbatique pour l’agriculture, mais ils sont néanmoins en mesure de mettre en place une défense efficace. Ils font des sorties hors les murs, mettant en place des embuscades contre les troupes assiégeantes, entravant les tentatives d'Hérode d'élever ses remparts, et combattant les efforts de sape sous les murs,.

## La prise de Jérusalem
Après quarante jours, les forces d'Hérode font une brèche dans ce que Flavius Josèphe appelle « le mur nord », apparemment le deuxième mur de Jérusalem. Le premier mur tombe quinze jours plus tard, et bientôt la cour extérieure du Temple est aux mains des assiégeants, opération au cours de laquelle ses portiques extérieurs sont brûlés, apparemment par les partisans d'Antigone. Celui-ci s'enferme alors dans la citadelle connue sous le nom de « Baris,, ». Des négociations sont vaines et les forces d'Hérode prennent d'assaut la ville,.
Ayant pris Jérusalem et en dépit des appels d'Hérode à la retenue, les troupes agissent sans pitié, pillant et tuant tout sur leur passage, incitant Hérode à se plaindre de Marc Antoine,. Hérode a également tenté d'empêcher les soldats romains de profaner le sanctuaire intérieur du temple, corrompant finalement Caius Sosius et ses troupes afin qu'ils ne le laissent pas « roi du désert ».

## Conséquences
Antigone II Mattathiah se rend à Sosius, et est envoyé à Antoine en prévision de son triomphe à Rome. Hérode, cependant, craint qu'Antigone obtienne aussi le soutien de Rome et corrompt Antoine, le poussant à l'exécuter. Antoine, reconnaissant qu'Antigone peut rester une menace permanente pour Hérode, fait décapiter l'hasmonéen Antigone à Antioche, la première fois que les Romains exécutent un roi vassal. Hérode fait aussi exécuter 45 hauts partisans d'Antigone,.
Avec la chute de Jérusalem, la conquête d'Hérode  du royaume est complète. Après avoir consolidé son pouvoir, il commence à exterminer systématiquement la ligne des Hasmonéens, qu'il perçoit comme une menace directe à son règne. Hyrcan II, le dernier descendant majeur des Hasmonéens, est exécuté en 30 av. J.-C.,. Hérode Ier le Grand règne jusqu'en l'an 4 av. J.-C., et reste un fidèle roi vassal de Rome.